# Комаров Вячеслав Васильович
Комаров Вячеслав Васильович (нар. 1 січня 1950 року)  — український вчений-правник, кандидат юридичних наук, професор, академік Національної академії правових наук України, заслужений юрист України.

## Біографія
Народився 1 січня 1950 року в місті Комсомольське Старобешівського району Донецької області.
У 1976 році закінчив Харківський юридичний інститут, у 1979 році — аспірантуру. Працював на посадах асистента, заступника декана факультету, старшого викладача.
З 1982 року — завідувач кафедри цивільного процесу Харківського юридичного інституту.
З 1988 року — проректор з навчальної роботи Національної юридичної академії України їм. Ярослава Мудрого (нині  — Національний університет «Юридична академія України імені Ярослава Мудрого»). У 1980 році захистив дисертацію на здобуття наукового ступеня кандидата юридичних наук. Вчене звання професора присвоєно у 1990 р.
З 1993 року — член-кореспондент, а з 2004 року — дійсний член (академік) Національної академії правових наук України.
З 1997 по 2001 роки — перший Президент Асоціації українських правничих шкіл, один з ініціаторів створення цієї організації.

## Наукова робота
Головними напрямками наукових досліджень є теоретичні проблеми цивільного процесу, господарського судочинства, нотаріату та міжнародного комерційного арбітражу.
Підготував 17 кандидатів юридичних наук. Опублікував понад 150 наукових та інших праць.
У складі групи Кабінету Міністрів України брав участь у розробці проекту Цивільного процесуального кодексу України, прийнятого у 2004 р., модельного Цивільного процесуального кодексу країн СНД, низки інших законів України, а також концепції розвитку вищої юридичної освіти України, був розробником проекту Державної програми розвитку вищої юридичної освіти в Україні, затвердженої 10 квітня 2001 р. Постановою Кабінету Міністрів України. Підготував ініціативний проект Кодексу комерційного судочинства України.
Очолював робочу групу Міністерства освіти і науки України з розробки Державних стандартів вищої юридичної освіти. Заступник голови науково-методичної комісії з права Міністерства освіти і науки України, Експертної комісії з права Державної акредитаційної комісії України. Протягом багатьох років був заступником голови фахової ради з права Державної акредитаційної комісії України, член Науково-консультативної ради Верховного Суду України, член Науково-консультативної ради Вищого адміністративного суду України, а також Науково-методичної ради при Міністерстві юстиції України. Член редколегії наукових збірників «Проблеми законності», «Вісник Академії правових наук України», журналів «Нотаріат для Вас», «Мала енциклопедія нотаріуса», «Приватне право і підприємництво» та ін.

## Нагороди
- Заслужений юрист України (1998).
- Лауреат премії імені Ярослава Мудрого (2001, 2008).
- Лауреат конкурсів Спілки юристів України на найкраще юридичне видання (2000, 2001).
- Орден «За заслуги» ІІІ ступеня (2005)
- Лауреат Міжнародного рейтингу досягнень та популярності «Лідери XXI століття» (2006)
- Почесний громадянин Старобешівського району Донецької області (2007)

## Деякі роботи
- Субъекты гражданского процессуального права: Текст лекций / В. В. Комаров, П. И. Радченко ; Харьк. юрид. ин-т им. Ф. Э. Дзержинского, Харьков, 1990.
- Участие третьих лиц и прокурора в гражданском судопроизводстве: Текст лекций / В. В. Комаров, П. И. Радченко ; Харьк. юрид. ин-т им. Ф. Э. Дзержинского, Харьков, 1991.
- Гражданские процессуальные правоотношения и их субъекты: [Учеб. пособие для спец. 02.11] / В. В. Комаров, П. И. Радченко ; М-во высш. и сред. спец. образования УССР, Учеб.-метод. каб. по высш. образованию, Харьк. юрид. ин-т им. Ф. Э. Дзержинского, Киев УМКВО, 1991.
- Гражданин обратился в суд / В. В. Комаров, Киев, Общ. «Знание» УССР, 1991.